# NGC 7818
NGC 7818 (другие обозначения — PGC 288, UGC 21, MCG 1-1-19, ZWG 408.19) — спиральная галактика (Sc) в созвездии Рыбы.
Этот объект входит в число перечисленных в оригинальной редакции «Нового общего каталога».